# Itamar Golan
Itamar Golan (Ebraico: איתמר גולן; Vilnius (Lituania), 3 agosto 1970) è un pianista israeliano.

## Biografia
Emigrò in Israele con i suoi genitori all'età di un anno. Ha studiato pianoforte con Lara Vodovoz ed Emmanuel Krazovsky ed ha tenuto il suo primo recital all'età di sette anni.
Dal 1985 al 1989 una borsa di studio della American-Israeli Cultural Foundation gli ha permesso di continuare la sua formazione negli Stati Uniti al New England Conservatory di Boston con Leonard Shure e Patricia Zander. Successivamente ha studiato musica da camera con Chaim Taub.

## Carriera
Ha iniziato la sua carriera come solista e musicista da camera negli Stati Uniti e in Israele. Si è esibito dal vivo o su registrazioni con molti musicisti compresi Janine Jansen, Barbara Hendricks, Maxim Vengerov, Shlomo Mintz, Mischa Maisky, Matt Haimovitz, Tabea Zimmermann, Ida Haendel e Julian Rachlin. Si è esibito nelle sale da concerto e nei festival di Ravinia, Chicago, Tanglewood, Salisburgo, Edimburgo, Verbier e Lucerna. Si è anche esibito come solista con la Israel Philharmonic Orchestra e con la Berliner Philharmoniker sotto la direzione di Zubin Mehta.
Dal 1991 al 1994 ha insegnato presso la Manhattan School of Music di New York ed è attualmente professore di musica da camera al Conservatorio di Parigi.